# Медресе Джаферага
Медресе Джаферага (тур. Caferağa Medresesi) или медресе Джафер-аги — бывшее медресе, расположенное в Стамбуле (Турция), рядом с собором Святой Софии. Оно было построено в 1559 году по проекту главного османского архитектора Мимара Синана и по заказу Джафер-аги, во время правления султана Сулеймана Великолепного.
В 1989 году медресе Джаферага было преобразовано Фондом турецкой культурной службы в туристический центр с 15 комнатами для занятий или выставок, большим салоном и садом. Там обучают делать, изготавливают и продают изделия традиционных турецких ремёсел, таких как каллиграфия, керамика, ювелирное дело и других. В конце каждого года проводится выставка, на которой учащиеся различных классов (керамика, мозаика и т. д.) имеют возможность представить свои работы, предварительно отобранные их наставниками именно для этой выставки.
Медресе Джаферага расположено недалеко от собора Святой Софии, к которому ведёт лестница со стороны небольшой улочки, а также от дворца Топкапы. В здание медресе можно попасть через главные ворота, ведущие во внутренний двор, окружённый бывшими учебными комнатами. Внутри также работает ресторан турецкой кухни.
Медресе расположено в историческом центре стамбульского района Султанхамет и, таким образом, входит в охраняемую зону Всемирного наследия ЮНЕСКО, охватывает весь район.